# 淡水長臂大蝦
淡水長臂大蝦（學名：Macrobrachium rosenbergii），又稱泰國蝦、泰國長臂大蝦、羅氏沼蝦、羅氏蝦，是分布最為廣泛的淡水蝦類，並具有十分重要的經濟價值。本物種原生於印度洋-太平洋海域的東南亞到澳大利亞北部，目前在中國廣東省珠海市的平沙鎮、斗門區、新會區，台灣屏東的里港及鹽埔均有大規模的養殖場。
雖然本物種是一種淡水蝦種，但其蝦苗卻必須生活於具一定鹹度的鹹淡水交界地；一旦蝦體長成，離開浮游生物階段，就可以完全在淡水環境裡生活。

## 分佈
淡水長臂大蝦分布極廣，原產地為亚熱帶與熱帶的印度、越南、孟加拉、印尼、錫蘭、泰國、越南、新幾內亞、緬甸、馬來西亞與大洋洲西部，1960年中華民國駐聯合國糧農組織及台灣農復會漁業專家之林紹文博士完成人工繁殖，1970年贈與台灣蝦苗，開啟台灣人工養殖泰國蝦年代，與草蝦及白蝦同為台灣重要的漁產，之後因養殖而引入中國大陆和日本、韓國、柬埔寨甚至夏威夷、加勒比等地而有此物種。目前淡水長臂大蝦主要分布在亞洲與北美洲。

## 體態及體型

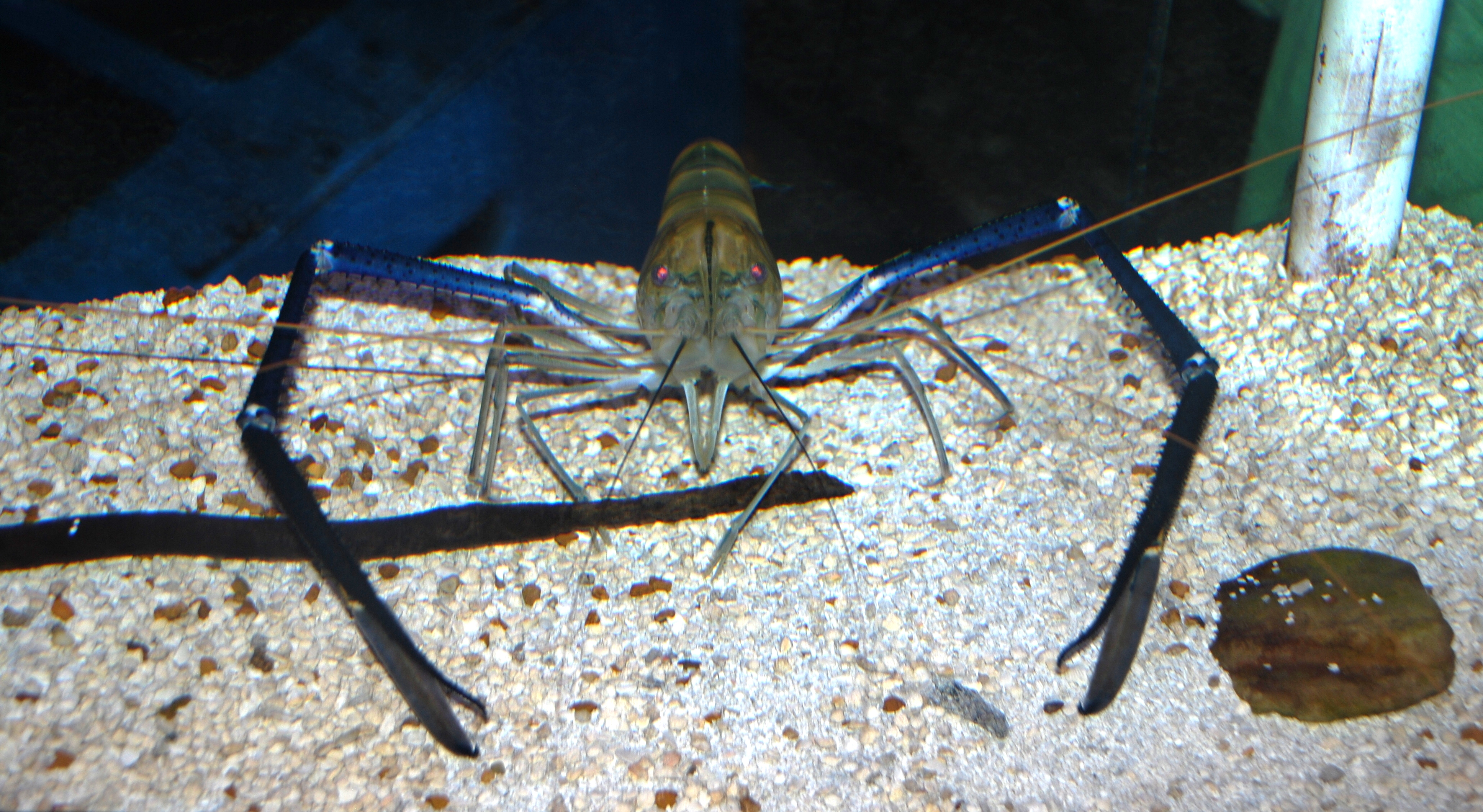
淡水長臂大蝦

淡水長臂大蝦是體型最大的淡水蝦類之一，在越黑暗的水域，體型就越大，據說，曾有記錄到一隻長110公分的個體，此體型已可以與最大的龍蝦——棘刺龍蝦（Palinurus vulgaris）相比，不過，淡水長臂大蝦的成年個體身長大多數在25公分以內（目前已確定最大紀錄為身長32公分，重達六百公克）。唯最大的淡水蝦應為塔斯馬尼亞巨型螯蝦（Astacopsis gouldi），曾發現3.6及6公斤的大型個體。
本蝦種怕冷，即使在亞熱帶地區養殖，亦要在寒冬前收蝦。

### 特徵
淡水長臂大蝦腹部有許多橘色斑塊，巨大的頭部與瘦長的身體呈強烈比例，額角長超過第二觸角鱗片末端，且前端上揚，基部呈冠狀隆起，額角上、下緣具有額齒，額齒齒式為 11- 14/3-6。在頭胸甲兩側各有二棘突，各為觸角棘與肝棘。步足前二對具螯，後三對帶爪，第二步足非常粗大，常常超過蝦身長度，尤其體型較大的雄蝦能超過體長 2 倍以上；腕節明顯長於長節。而細長的藍色大螯上有細小的棘毛以及細毛，並是其最明顯的特徵之一。淡水長臂大蝦的體色通-常為綠色或褐灰色，不過有些個體體色會稍偏藍一些。

## 生長週期
此蝦的雌蝦會在交配前先脫殼，之後便會在第4、5對腳基部環節長出剛毛，方便輸送卵與抱卵。交配時，雄蝦會在雌蝦的胸部下方、步足之間釋出精子包囊。在交配後，雌蝦會在20小時內完成在精包中排卵。排一次卵約預計耗時20分鐘，之後雌蝦會一直抱卵，直至受精卵孵化。受精卵約在24小時裂開，第八、九天時，心臟會開始跳動，形成蝦苗的模樣。一般卵的孵化時間約為 18-23 天間，受精卵就會孵化。雌蝦排卵每年不超過五次，每次會產卵約一萬顆。
當受精卵孵化，會孵出溞状幼体，即甲殼亞門生物的第一階段幼體。

## 習性

### 水溫
淡水長臂大蝦最適合生長於25~30℃的水溫下，如果水溫低於22℃成長率則會下降，若水溫高於33℃或低於18℃則會停止攝食，而長期在水溫12℃以下的溫度有死亡的可能，在水溫8℃以下則會凍斃。

### 棲息水域
淡水長臂大蝦主要生存於淡水與半淡鹹水水域，另外的棲地如湖泊、蓄水池、灌溉用水路及水田等。在繁殖季節時才會到半淡海水水域繁殖。此種最低可生存含氧量範圍內是2.5~3.0ppm，而最適合生存的含氧量為5ppm以上，而在低於1ppm的含氧量則會因缺氧而暴斃。

### 耗氧量
淡水長臂大蝦的耗氧量在不同生長發育階段也有所不同，一般幼蝦的耗氧量和窒息點均高於成蝦，雄蝦高於雌蝦。養殖水域中的溶氧量一般應在5ppm以上，低於2 ppm以下時，會引發食欲減退、抑制 生長。經試驗顯示，幼蝦的窒息點約為1.6－0.96ppm，成蝦約為1.04－0.83ppm，故一般養蝦池池水溶氧量要高於養魚池的。

### 食物
此種是雜食性，並不會太強求食物的種類，在自然條件下，大多會攝食昆蟲、貝類、藻類、甲殼類、小魚、動物內臟，有時也會攝食水中植物和其他動物殘渣，是標準的機會主義者，但十分貪吃，雖然如此，淡水長臂大蝦還是較喜愛腥味較重的食物，例如:蝦米、肝臟。

## 養殖
養殖淡水長臂大蝦的水池水的顏色應是呈現綠色，水質必須乾淨，有綠藻附著於牆壁上，淡水長臂大蝦因殘食性及地域性強，宜多次分養以提高養成活存率。因此，養殖蝦池可分為蝦苗池、中蝦池及大蝦池三種。熱帶地區淡水蝦養殖池塘的平均水深應當在0.9m，最淺為0.75m，最深為1.2m。在亞熱帶地區，為保持更加穩定的水溫而使用更深的池塘，平均為1.2－1.4m。

## 市場銷售

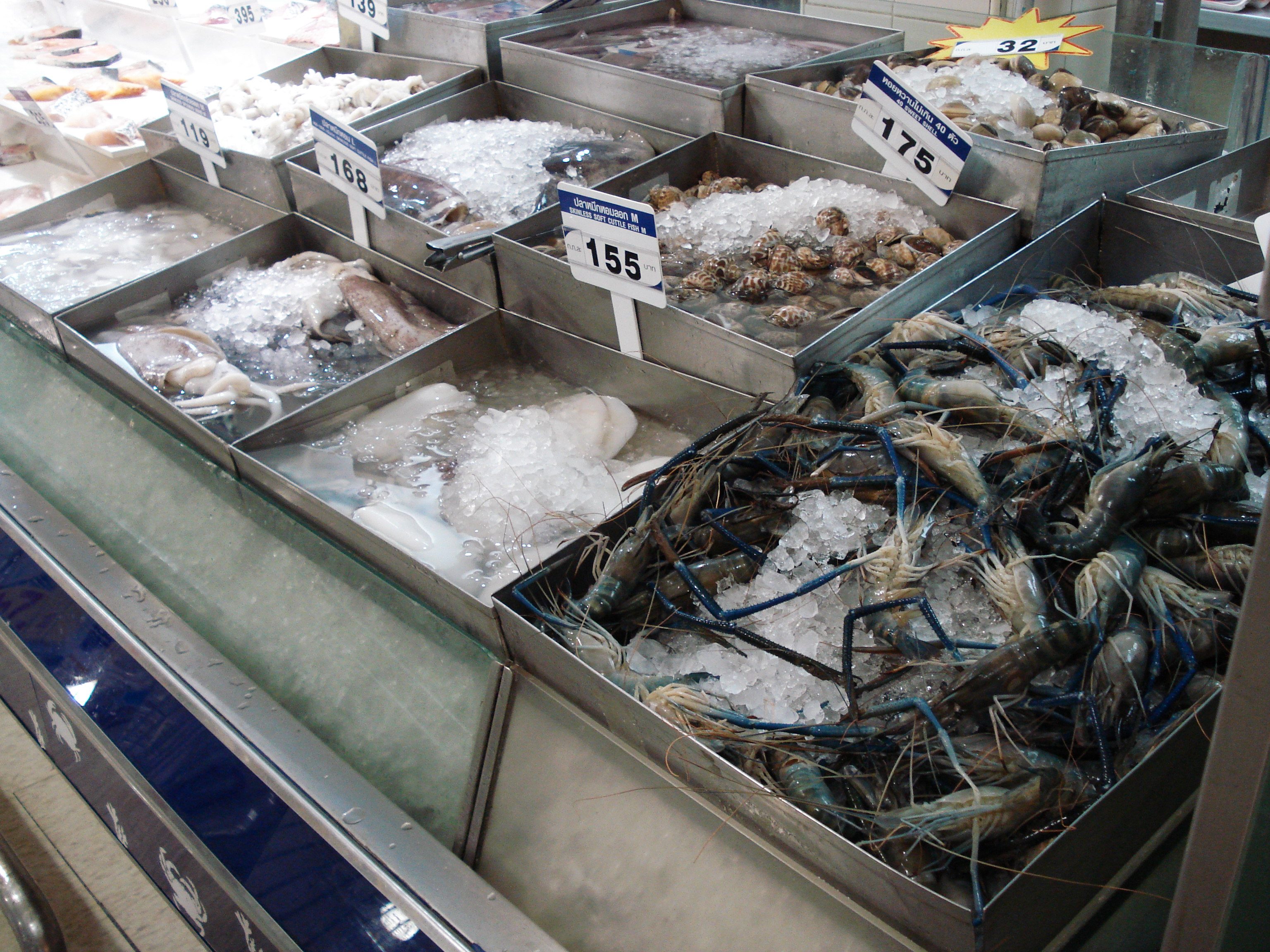
泰國市場上販賣的淡水長臂大蝦

淡水長臂大蝦為全球內陸最重要水產之一，根據統計，1984年的產量約達10657公噸，而在1992年產量更迅速攀升為31235公噸，產值高達2億美元以上，其中以亞洲的28728公噸為全球之冠，占全球產量的百分之九十二，不過最近因工商業發達之原因，產量有下降的情形。
另外，傳聞有些不肖養殖用藥不當，令消費者擔心。

## 烹飪

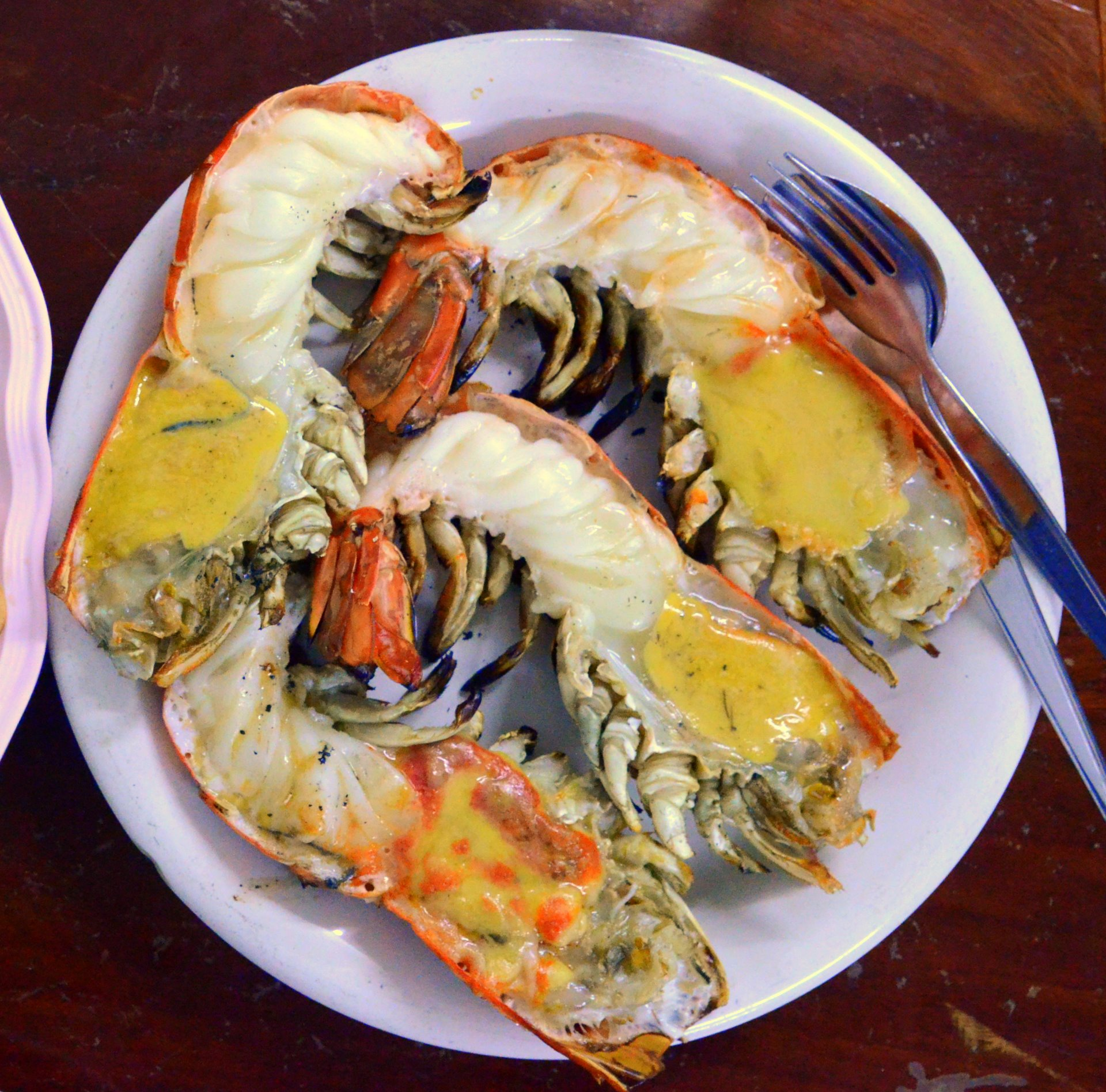
在泰式料理烹調的烤大蝦，把淡水長臂大蝦飛邊再用火烤，每隻重約500克。

淡水長臂大蝦的肉質結實鮮甜有嚼勁，但口感不如市場常見的草蝦與白蝦，需要佐以大量的調味料來掩飾土味，常見的菜色有燒酒蝦、鹽烤蝦、鹽酥蝦、麻油蝦、胡椒蝦、熱炒蝦、蔥爆蝦以及蒜味蝦等。

## 疾病
淡水長臂大蝦的疾病種類繁多，共計76種，常見疾病有酵母菌感染症（黃肝病）、肌肉壞死症、乳酸球菌感染症、腸內菌科醋酸細菌感染症、軟殼症、黑腮病以及絲藻附著症等疾病，主要元兇為細菌感染、真菌感染、天氣以及生物寄生或飼養不當等問題。

## 外部連結
- FAO Fisheries & Aquaculture: Macrobrachium rosenbergii （页面存档备份，存于）
- Aquaculture of Texas